# 知念恒男
知念 恒男（ちねん つねお、1940年9月11日 - ）は、日本の政治家。沖縄県初代うるま市長（1期）、具志川市長（2期）、具志川市議会議員（6期）などを歴任した。

## 来歴
沖縄県具志川村具志川出身（現・沖縄県うるま市具志川）出身。沖縄国際大学短期大学部卒。1970年から具志川市議会議員を6期連続で務め、議長に就任した。1998年、具志川市長に当選。2期務めた。2005年に具志川市は合併でうるま市となり、合併後の市長選挙に立候補し、無投票で当選、初代うるま市長として、合併後うるま市の基盤づくりに努めた。。うるま市長は1期務め、2009年に退任した。2011年11月3日、秋の叙勲において旭日中綬章受章した。